# Климов, Виктор Николаевич
Виктор Николаевич Климов (7 сентября 1923 — 13 февраля 2018) — полковник советских военно-воздушных сил, участник Великой Отечественной войны, общественный и хозяйственный деятель Советского Союза и Российской Федерации, председатель Липецкого городского совета ветеранов войны, труда, Вооруженных Сил и правоохранительных органов (1993-2013), почётный гражданин города Липецка (2010).

## Биография
Родился 7 сентября 1923 году в городе Ростове-на-Дону. В конце 1937 года вся его семья переехала на постоянное место жительство в Липецк, с которым и была связана вся его дальнейшая жизнь и судьба.
В июне 1941 года Виктор Николаевич завершил обучение в школе. Служба в рядах Вооруженных сил началась для него с началом Великой Отечественной войны – 22 июня 1941 года. Он имел опыт обучения в липецком аэроклубе и был направлен в 6-ю Воронежскую авиационную школу пилотов. Служил в полку боевого применения. Позже завершил обучение в Борисоглебском военном авиационном училище летчиков им. В. П. Чкалова. Боевой лётчик-истребитель. Участник Великой Отечественной войны. Награждён государственными наградами за боевые успехи в годы войны. В разное время был командиром звена, заместителем командира эскадрильи, командиром.
Двадцать лет прослужил в Военно-воздушных силах СССР. В 1961 году был уволен с военной службы в запас. Начал  свою «гражданскую» трудовую деятельность. Долгое время работал в ДОСААФ по направлению военно-патриотического воспитания молодежи. Удостоен звания Почетный член ДОСААФ СССР, представлен к награде знаком «За отличие в патриотической деятельности». В 1993 году было принято решение избрать его председателем Липецкого городского совета ветеранов войны, труда, Вооруженных Сил и правоохранительных органов. Эту организацию возглавлял около 20 лет.
Инициатор полезных и добрых для общества дел. Организовал городской смотр-конкурс по героико-патриотическому воспитанию молодежи. Активный общественник и помощник для населения. Автор двух поэтических сборников. Писал стихи на тему памяти о героическом прошлом Родины. Одно из стихотворений Виктора Климова стала основой неофициального гимна Липецка. Член партии "Единая Россия".
Решением Липецкой городского Совета в 2010 году ему присвоено звание "Почётный гражданин города Липецка".
Проживал в городе Липецке. Умер 13 февраля 2018 года.

## Награды
За боевые и трудовые успехи удостоен:
- Орден Красного Знамени 1957 г.
- два ордена Красной Звезды 28.09.1956, 30.12.1956 гг.
- Орден Отечественной войны II степени
- Медаль «За боевые заслуги» 1951 г.
- лауреат премии Г. К. Жукова
- другие медали.

- Почётный гражданин города Липецка (2010 год).